# Nadagara juvenescens
Nadagara juvenescens är en fjärilsart som beskrevs av Louis Beethoven Prout 1929. Nadagara juvenescens ingår i släktet Nadagara och familjen mätare. Inga underarter finns listade i Catalogue of Life.